# Аблязов, Рауф Ахметович
Рауф Ахметович Аблязов (19 июня 1935 — 26 декабря 2019) — президент Восточноевропейского университета экономики и менеджмента (Черкассы, Украина) доктор технических наук, профессор, заслуженный деятель науки и техники Украины, лауреат Государственной премии СССР, академик Инженерной Академии Украины, академик Международной Инженерной Академии, член Клуба ректоров Европы (CRE)

## Биография
Рауф Ахметович Аблязов родился 19 июня 1935 года в татарской семье в селе Камкино Красно-октябрьского района Горьковской области. Учился в начальной школе № 107 и средней школе № 94 г. Горького. После окончания школы в 1954 году, поступил работать младшим конструктором Отдела Главного Конструктора Горьковского завода фрезерных станков, одновременно учился на вечернем отделении Горьковского политехнического института им. А. А. Жданова.
После окончания института, в 1962 году переезжает жить на Украину в г. Черкассы. Работает начальником конструкторской группы Черкасского проектно-конструкторского технологического института, затем начальником конструкторского отдела специального конструкторского бюро Черкасского завода «Фотоприбор». В 1975 году связи с созданием Центрального конструкторского бюро «Сокол» в г. Черкассы Министерства оборонной промышленности СССР назначается начальником — главным конструктором данного ЦКБ. В ЦКБ «Сокол» Аблязов возглавляет работы по созданию образцов новой техники для авиационной и космической техники. В 1978 году за участие в создании беспилотных авиационных разведывательных комплексов «Рейс», «Стриж», «Крыло» Аблязову Р. А. присуждается Государственная премия СССР. В 1982 году за комплекс работ в области космической техники сотрудники ЦКБ получают звания лауреатов Государственной премии СССР. В 1975 году в Государственном оптическом институте г. Ленинграда защищает кандидатскую диссертацию на соискание кандидата технических наук, а в 1985 году докторскую диссертацию на соискание доктора технических наук. Ему присуждается звание профессора по кафедре «металлорежущие станки».
В 1985 году Аблязов Р. А. назначается директором Черкасского завода «Фотоприбор» Министерства оборонной промышленности СССР. Однако в связи с перестроечными процессами в СССР уходит с государственной службы и в 1992 году выступает учредителем Восточноевропейского университета, который возглавляет на протяжении 20 лет в должностях ректора, президента.
Указом Президента Украины ему присуждается звание заслуженного деятеля науки и техники Украины. Он избирается действительным членом (академиком) Инженерной академии Украины и России.